# Трубчастий живильник

Трубчастий живильник (рос. трубчатый питатель, англ. pipe feeder, нім. Rohr-Speiser m) — трубчастий завантажувальний апарат, призначений для рівномірного вводу сипких матеріалів безпосередньо в напірні гідротранспортні трубопроводи, по яких рухається потік транспортуючої рідини. Трубчастий завантажувальний апарат (рис.) є завантажувально-перекачувальним. Його камери розташовані горизонтально й виконані у вигляді труб того ж діаметра, що й транспортний трубопровід. Завантаження камер гідросумішшю здійснюється по черзі вуглесосом або землесосом 2, а витіснення її у транспортний трубопровід — чистою водою, що подається високонапірним насосом 1. Таке конструктивне виконання дозволяє зменшити висоту апарата за рахунок збільшення довжини до десятків і сотень метрів, що дозволяє розташовувати його в гірничих виробках. Після включення транспортного насоса 1 вуглесос 2 забирає гідросуміш із зумпфа 11 та перекачує до камери А, вода з якої через засувку 8 по трубопроводу 13 надходить до водозбірника 12. Після завантаження камери А засувки 4 та 8 закривають, а засувки 7 та 5 відкривають, унаслідок чого гідросуміш надходить до транспортного трубопроводу 14. Одночасно через засувки 3 та 10 відбувається завантаження камери Б та злив води з неї до водозбірника. Далі цикл повторюють.
Перевагою вуглесосно-трубчастого живильника є простота обслуговування, можливість модульного збирання з готових елементів обладнання, невеликі капітальні вкладення при його монтажі в шахті.
Недоліком трубчастого живильника є осідання твердого матеріалу на дно труб під час переключення затворів після кожного завантаження, що призводить до додаткових втрат енергії та сприяє зношуванню трубчастих камер.